# Demonax rosicola
Demonax rosicola là một loài bọ cánh cứng trong họ Cerambycidae.